# ماركلي سانتوس
ماركلي سيزار تشافيز سانتوس ولد ماركلي سيزار في 17 يونيو 1989 في البرازيل، حيث بدأ مشواره الكروي في الأندية المحلية التي ساهمت في تنمية مهاراته الأساسية كمهاجم. يُعرف اللاعب بقوته البدنية وطوله (1.83 م)، ما منحه ميزة في القتال داخل منطقة الجزاء واستغلال الكرات العالية.

## الحياة المهنية
بدأ ماركلي مسيرته الاحترافية في الدوري البرازيلي الدرجة الثانية في عام 2011 حيث لعب لصالح نادي بوا .  توجه ماركلي سيزار بعد فترة من اللعب في البرازيل إلى آسيا وأوروبا، حيث شملت تجاربه احتراف كرة القدم في دول مثل تايلاند، إندونيسيا، بنغلاديش، ومالطا، بالإضافة إلى تجربة خليجية في السعودية عبر نادي النجوم. يعكس هذا التنقل رغبة اللاعب في اكتساب خبرات متنوعة وفتح آفاق جديدة أمام مسيرته المهنية، خصوصًا في أسواق كروية نامية. تواجه مثل هذه التنقلات تحديات عدة مثل التأقلم مع أنماط لعب مختلفة، اختلاف الثقافات، ومتطلبات اللياقة البدنية المتباينة، الأمر الذي يتطلب من اللاعب مرونة عالية وقدرة على التعلم المستمر.

### الالتحاق بميترا كوكار
لعب ماركلي سابقًا مع نادي باهيا دي فييرا البرازيلي. وانتهى عقده مع النادي فعليًا في مايو 2017. وكان في طور تجديد عقده، كان قد عرض عليه نادي ميترا كوكار الإندونيسي عرضا مغريا، أنهى عقده فورًا مع باهيا دي فييرا اعتبارًا من 10 أبريل 2017.

### نادي السالمية الرياضي
في 2 فبراير 2019، أكد ماركلي على حسابه على إنستغرام، انضمامه إلى نادي السالمية الرياضي. في مرحلة لاحقة من مسيرته الاحترافية، انتقل ماركلي سيزار شافيس سانتوس إلى نادي السالمية الرياضي الكويتي، أحد الأندية العريقة في الدوري الكويتي الممتاز. جاء هذا الانتقال في سياق سعي النادي لتعزيز صفوفه بلاعبين ذوي خبرة دولية وقدرة تهديفية واضحة، خاصة في خط الهجوم. ساهم ماركلي بشكل فاعل في تعزيز القدرات الهجومية لنادي السالمية خلال فترة تواجده، حيث استغل خبرته السابقة في عدة دول لتحقيق نتائج إيجابية مع الفريق، مما جعله خيارًا مميزًا في خط المقدمة. كما كان انضمامه للنادي دليلًا على قدرة الأندية الخليجية على جذب لاعبين محترفين من خارج المنطقة لتعزيز تنافسيتها.

### نادي فيرونيكيلي 74
بعد عودة قصيرة إلى باهيا دي فييرا، انتقل ماركلي إلى نادي فيرونيكيلي الكوسوفي في أغسطس 2020.

### نادي بريشتينا
وانتقل سانتوس إلى نادي بريشتينا الأشهر في كوسوفو في يوليو 2022.

## الأوسمة
بوا إسبورتي
- Campeonato Mineiro Módulo II : 2011

ميكستو
- وصيف بطولة ماتو-جروسينس : 2013

نهر
- Campeonato Piauiense : 2014

## روابط خارجية
- ماركلي سانتوس  على سكروي